# John Barwa
John Barwa SVD (Gaibira, 1 de junho de 1955) é um clérigo indiano e arcebispo de Cuttack-Bhubaneswar.

## Biografia
John Barwa nasceu em Gaibira, Orissa. Fez o ensino secundário em Gaibira e Sambalpur, Orissa. Entrou no noviciado da Sociedade do Verbo Divino em Khurda, fez sua profissão em 14 de outubro de 1984 e foi ordenado sacerdote em 14 de abril de 1985.
Após a ordenação ocupou os seguintes cargos: Vigário Paroquial em Singharmunda e Gaibira (1985-1986); Diretor Adjunto do Centro Pastoral Regional Utkal Jyoti, Jharsuguda (1987-1990); licenciado em Liturgia pelo Pontifício Ateneu Santo Anselmo de Roma (1990-1993); desde 1993: Professor Visitante de Liturgia em Khristo Jyoti Mohavidyaloyo, Sanson, Sambalpur, Teólogo Regional de Orissa; Vice-Provincial da Província das Índias Orientais, Jharsuguda (1996-1999); Superior Provincial da Sociedade do Verbo Divino, Província das Índias Orientais, Orissa (segundo triênio) (1999-2005). Também exercia a função de presidente da Conferência dos Religiosos (C.R.I.) na Índia.
O Papa Bento XVI nomeou-o Bispo Coadjutor de Rourkela em 4 de fevereiro de 2006. O arcebispo de Ranchi, Cardeal Telesphore Placidus Toppo, o ordenou bispo em 19 de abril do mesmo ano; os co-consagradores foram Alphonse Bilung SVD, Bispo de Rourkela, e Raphael Cheenath SVD, Arcebispo de Cuttack-Bhubaneswar.

Após a aposentadoria de Alphonse Bilung SVD, ele o sucedeu em 2 de abril de 2009 como Bispo de Rourkela. Em 11 de fevereiro de 2011 foi nomeado Arcebispo de Cuttack-Bhubaneswar.